# Croton regeneratrix
Espèce
Croton regeneratrix est une espèce de plantes à fleurs du genre Croton et de la famille des Euphorbiaceae, présente à Madagascar.
Il a pour synonyme :
- Croton regeneratrix var. perrieriensis, Leandri, 1939